# Trujillo (Peru)
Trujillo – miasto w północno-zachodnim Peru, na nizinie, w odległości około 4km od wybrzeża Pacyfiku, pomiędzy rzekami Río Chicama i Río Moche bliżej tego drugiego, ośrodek administracyjny regionu La Libertad. Trzecie największe miasto peruwiańskie, 890,973 mieszkańców w roku 2022. Liczba ludności ostatnio przyrasta głównie ze względu na migrację z Wenezueli i po części też z Kolumbii
.
W Trujillo urodził się Guillermo Abanto Guzmán, peruwiański duchowny katolicki, biskup polowy Peru.

## Historia
Setki lat przed zjawieniem się w Ameryce południowej Europejczyków na obszarze obecnego miasta rozwijała się kultura zamożnego ludu Moche - budowniczych miast i kanałów irygacyjnych. Po upływie setek lat powstało w okolicy bogate i ludne tubylcze miasto Chan Chan jednak po inkaskim podboju uległo ono zanikowi i zapomnieniu. 
Trujillo jako takie jest jednym z pierwszych miast w Amerykach założonych przez hiszpańskich Konkwistadorów, było to około 1534r. przy znacznej roli odegranej przez Diego de Almagro. W roku 1537 cesarz i król Hiszpanii w jednej osobie - Karol V Habsburg nadał miastu Trujillo herb miejski. W roku 1577 dekretem papieża utworzono Diecezję Trujillo, a w 1616 rozpoczęto wznosić katedrę. Rozwój miasta spowolnił po ataku trzęsienia ziemi w 1619. Zagrożeniem dla miasta okazała się nie tylko sejsmika ale też groźne łupieżcze napady piratów i korsarzy a nawet obcych wojsk jak np. w 1624 roku w splądrowanym przez Holendrów porcie Guayaquil, w takich okolicznościach za rządów burmistrzów Bartolome Martineza oraz Fernando Ramireza Jarabeitia Orellany, w roku 1687 postanowiono wznieść obronne fortyfikacje. Zadania tego podjął się włoski budowniczy Giuseppe Formento a swoje projekta oparł na florenckich wzorcach. Skończony w 1690r. mur składał się z 15 bastionów i 5 bram.
U schyłku wieku XVIII miasto zaludniało dość znacząca liczba około 10 tysięcy mieszkańców i to pomimo stulecia pełnego susz.
W roku 1820 miasto ogłosiło swoją niepodległość od Królestwa Hiszpanii i w tamtym okresie pierwszej połowy XIX stulecia prężnie się rozwijało w związku z przerobem trzciny cukrowej. Rząd młodej Republiki Peru zastosował w ekonomii politykę "otwartych drzwi" dla inwestorów co zaskutkowało dla Trujillo napływem licznych Niemców i Brytyjczyków. Miasto weszło w fazę rozwoju, osiągając 15 tys. zaludniania i wychodząc poza mur obronny.
W okresie wojny z Chile Trujillo było okupowane a nawet splądrowane przez Chilijczyków.
W wieku XX miasto stało się miejscem społecznego napięcia w roku 1932 - tzw. Rewolucja Trujillo, a także wzmożonego rozwoju terytorialnego i ludnościowego - powstał wspólny obszar miejski - Trujillo Metropolitano

## Współczesność
W mieście rozwinięty jest przemysł spożywczy, włókienniczy, skórzany, chemiczny oraz maszynowy. Jedną z głównych osi gospodarki Trujillo jest projekt rolno-przemysłowy Chavimochic, uważany za jeden z największych tego typu w tym sektorze na świecie. Projekt ten powstaje w ramach partnerstwa publiczno-prywatnego i znajduje się obecnie w trzecim etapie rozbudowy. Chavimochic stanowi ważne źródło miejsc pracy dla miasta i znaczną część jego eksportu. Głównymi produktami eksportowymi są szparagi i karczochy, które trafiają na rynki Europy (głównie Hiszpania) i Ameryki Północnej. To dzięki temu ważnemu źródłu eksportowemu Peru jest głównym eksporterem szparagów na świecie. W latach 2003–2008 było to drugie miasto o najwyższym wzroście gospodarczym w Ameryce Łacińskiej
Miasto stało się siedzibą dla dziewięciu szkół wyższych w tym dla Akademii Sztuk Pięknych oraz Państwowego Uniwersytetu.  Ośrodek turystyczny. W mieście działa muzeum archeologiczne.

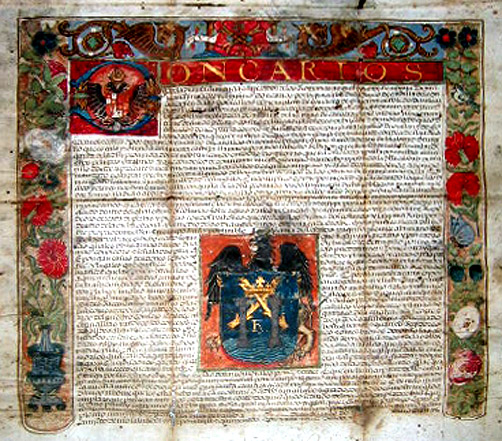
dekret nadający Trujillo herb miejski
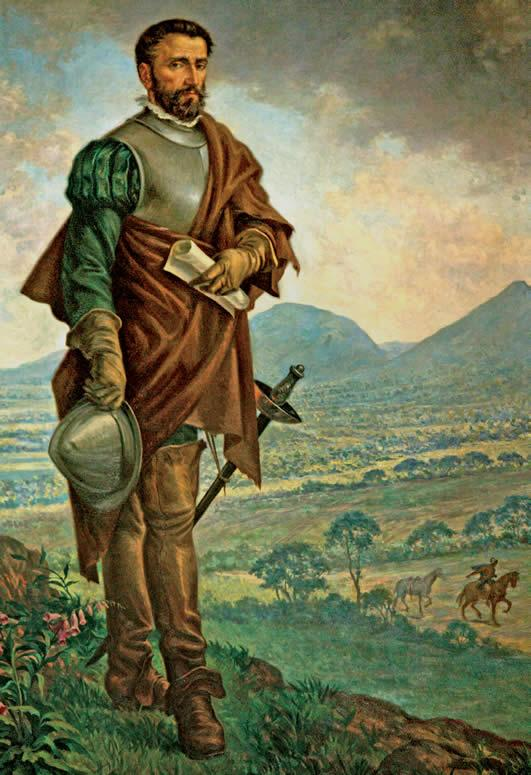
Konkwistadorzy ufundowali obecne miasto Trujillo
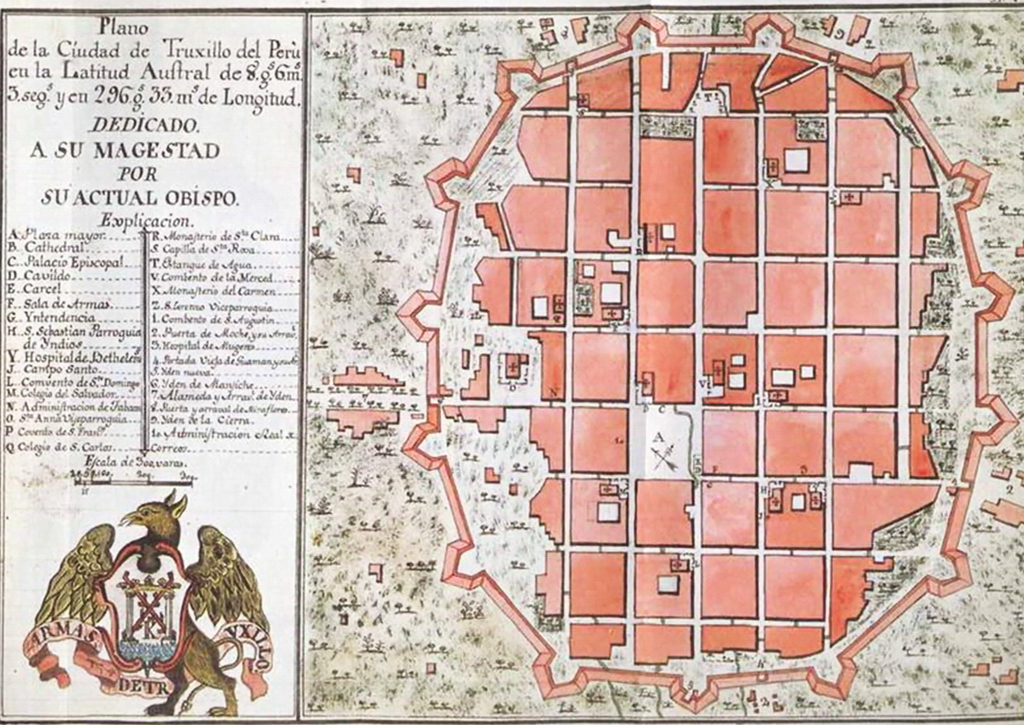
osiemnastowieczny plan miejski z zaznaczonym Murem Trujillo
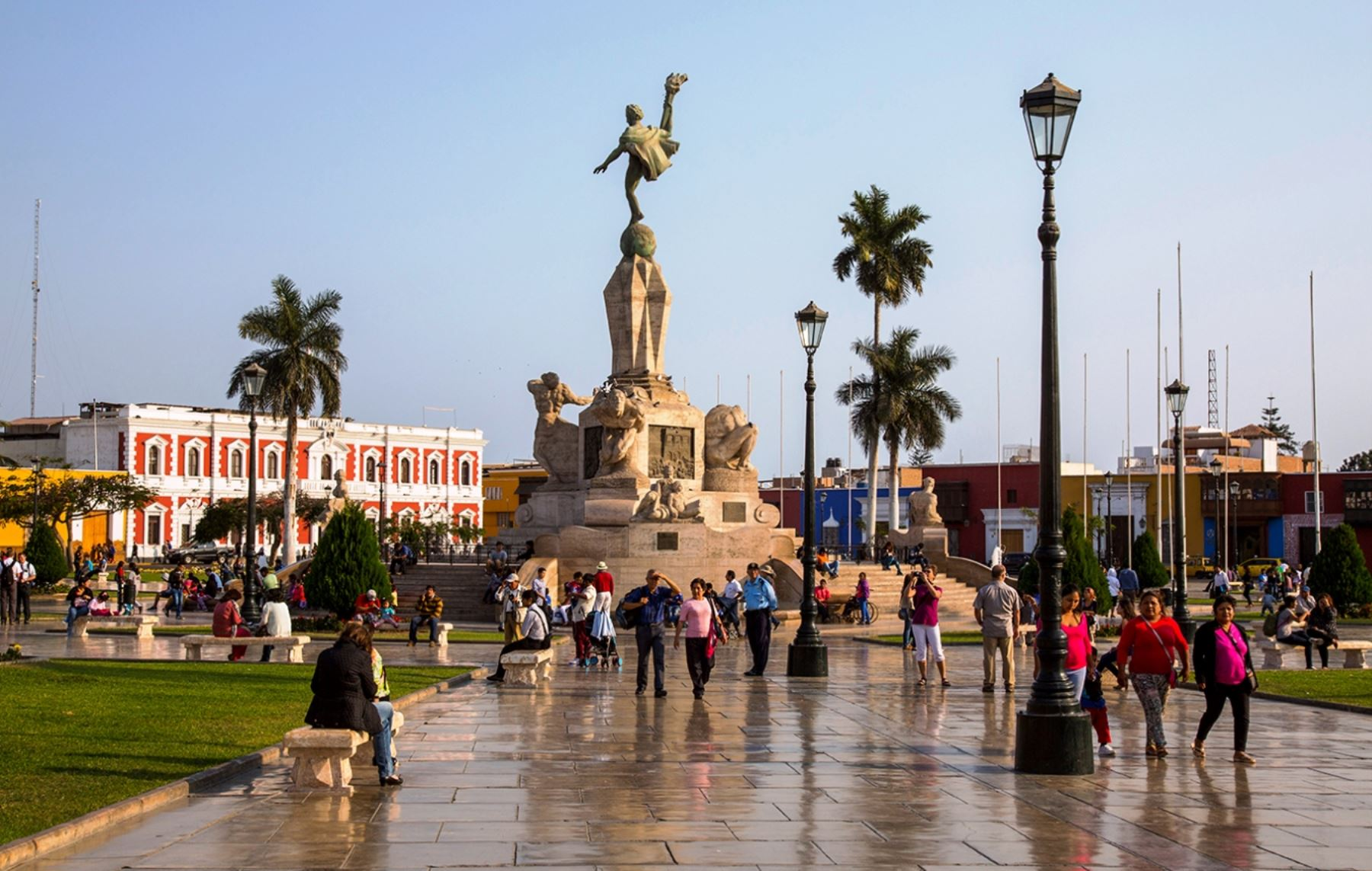
miejski plac centralny (plaza de armas)
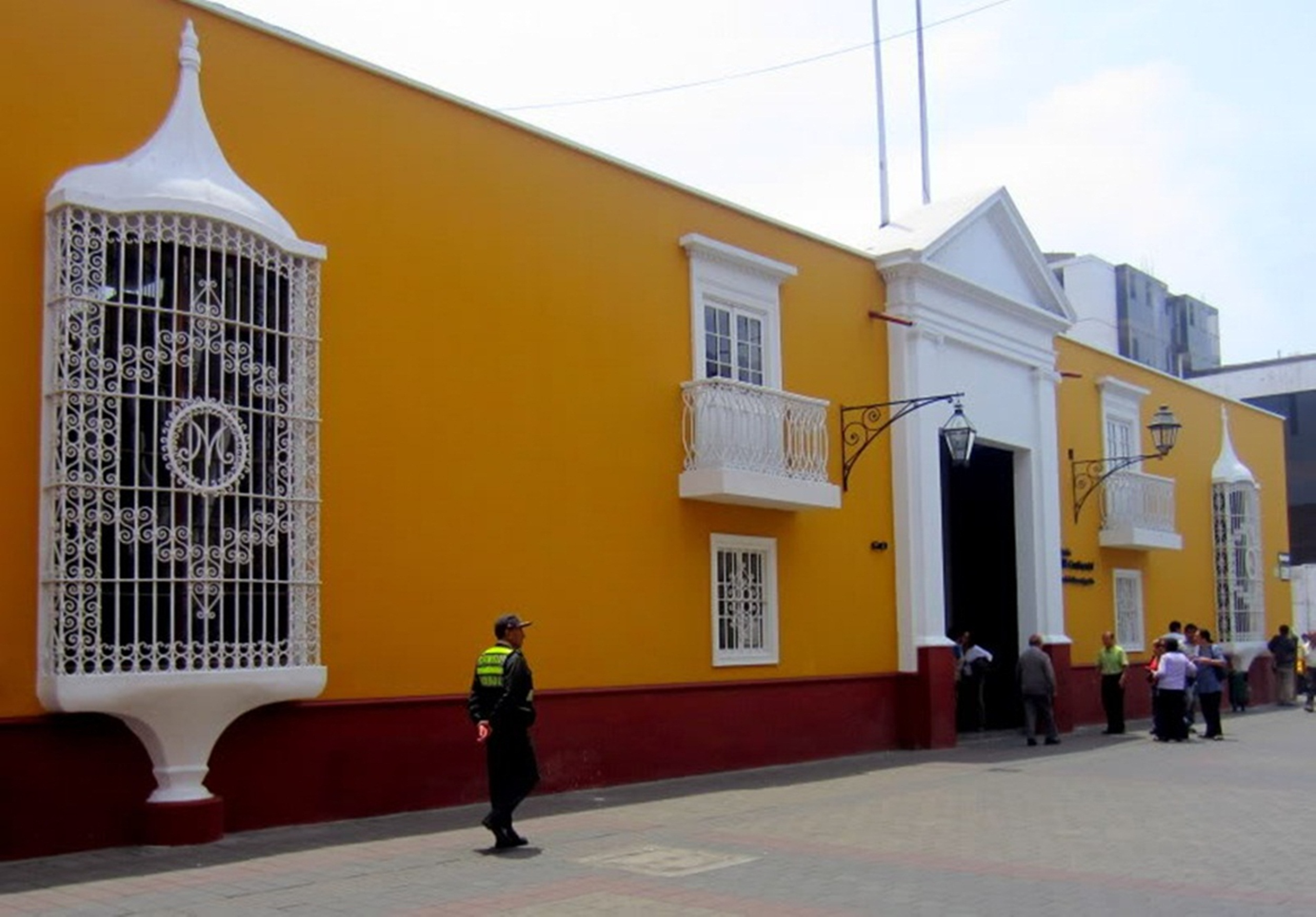
dom ogłoszenia niepodległości w 1820r.
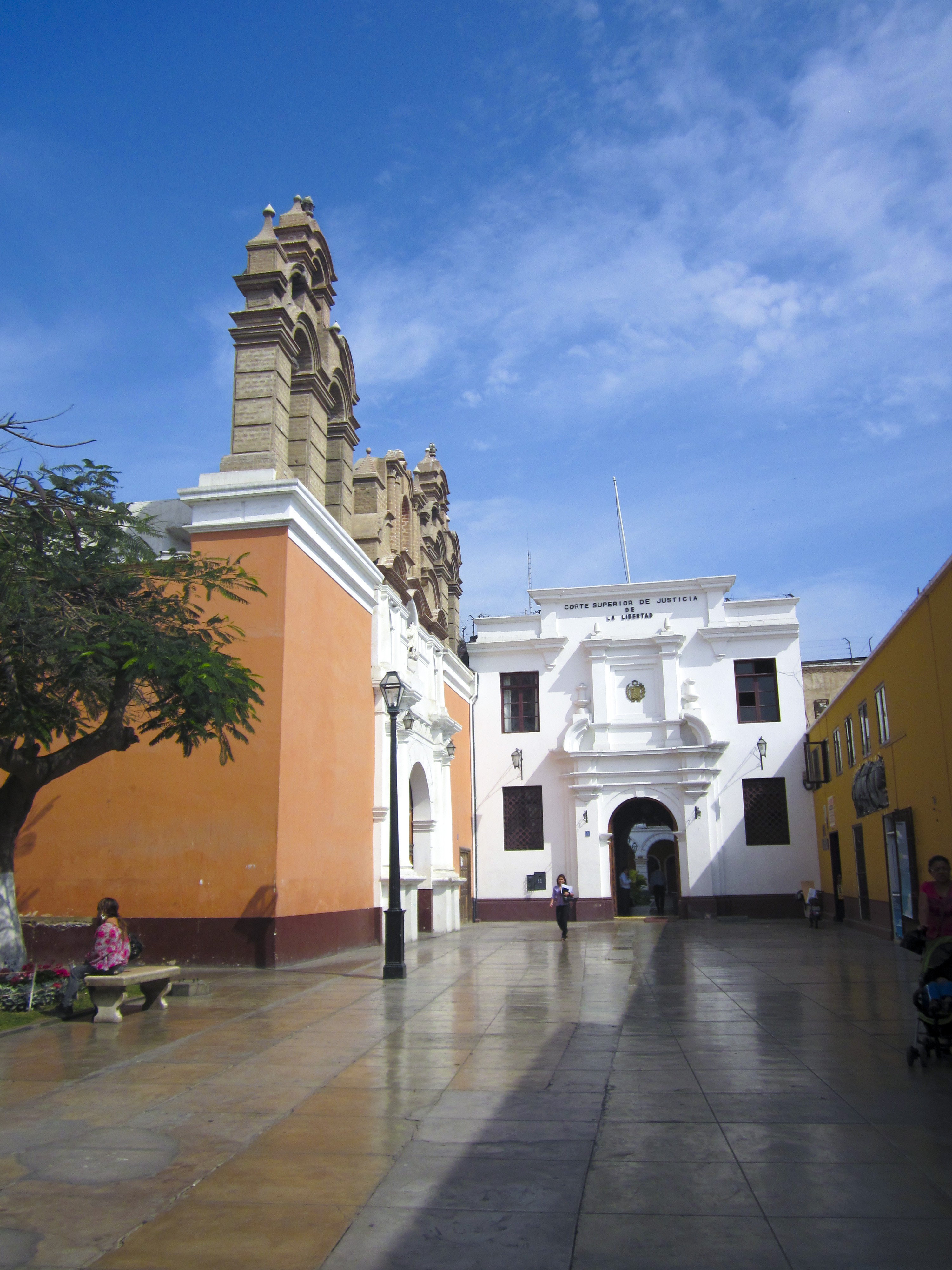
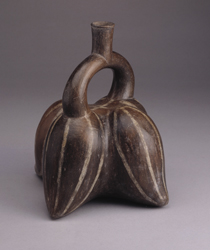
wytwór ceramiki ludu Moche
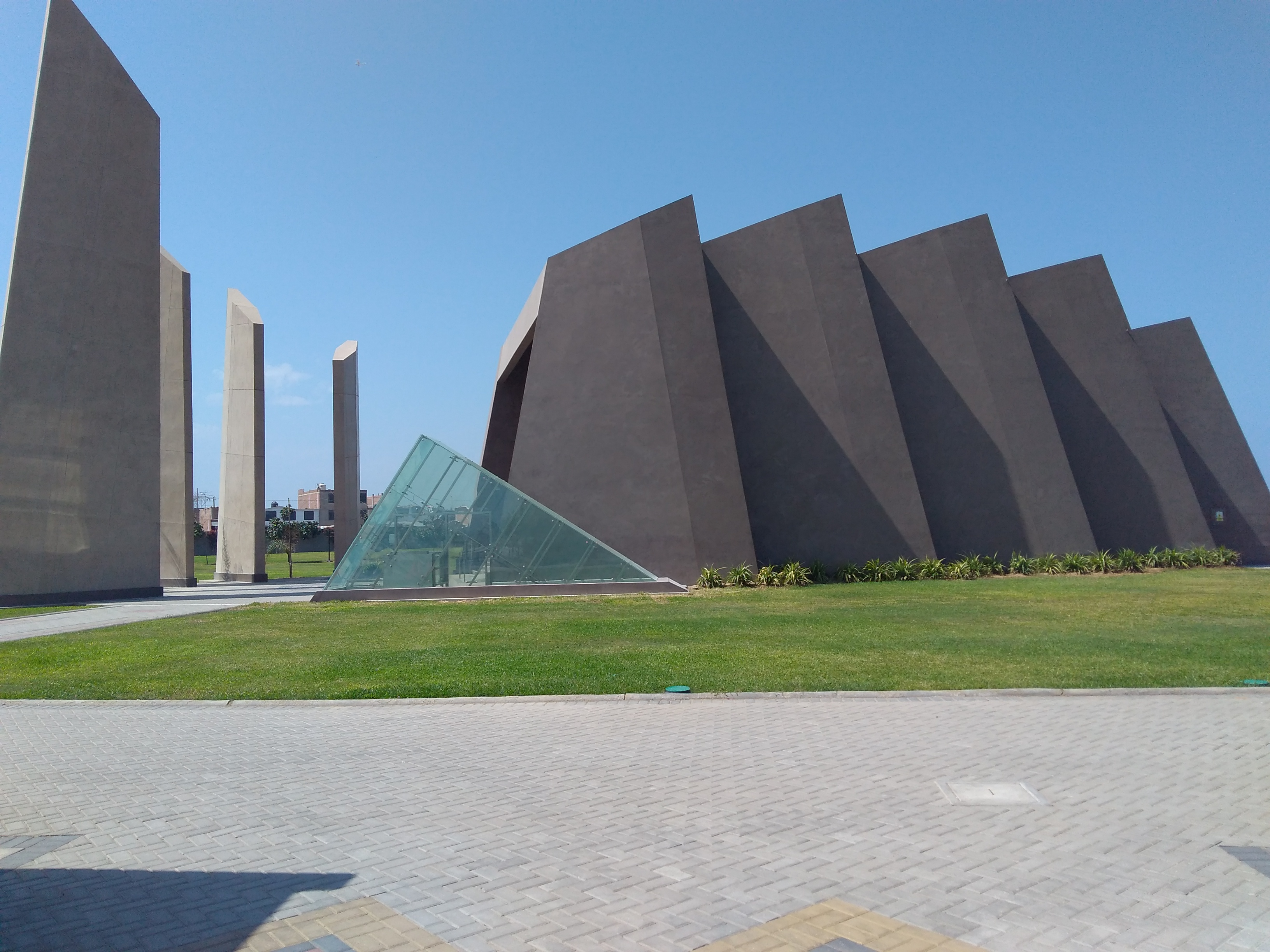

## Miasta partnerskie
- Trujillo, Hiszpania
- Barcelona, Hiszpania
- Dallas, Stany Zjednoczone
- Salt Lake City, Stany Zjednoczone
- Metepec, Meksyk
- Monterrey, Meksyk
- Managua, Nikaragua
- Asunción, Paragwaj
- Trujillo, Wenezuela